# Polonia la Concursul Muzical Eurovision
Polonia a participat pentru prima oară la Concursul Muzical Eurovision în anul Concursul Muzical Eurovision 1994, unde a terminat pe locul doi, fiind reprezentată de Edyta Gorniak cu piesa "To nie ja!". Polonia a participat de 27 de ori până acum.

## Participări

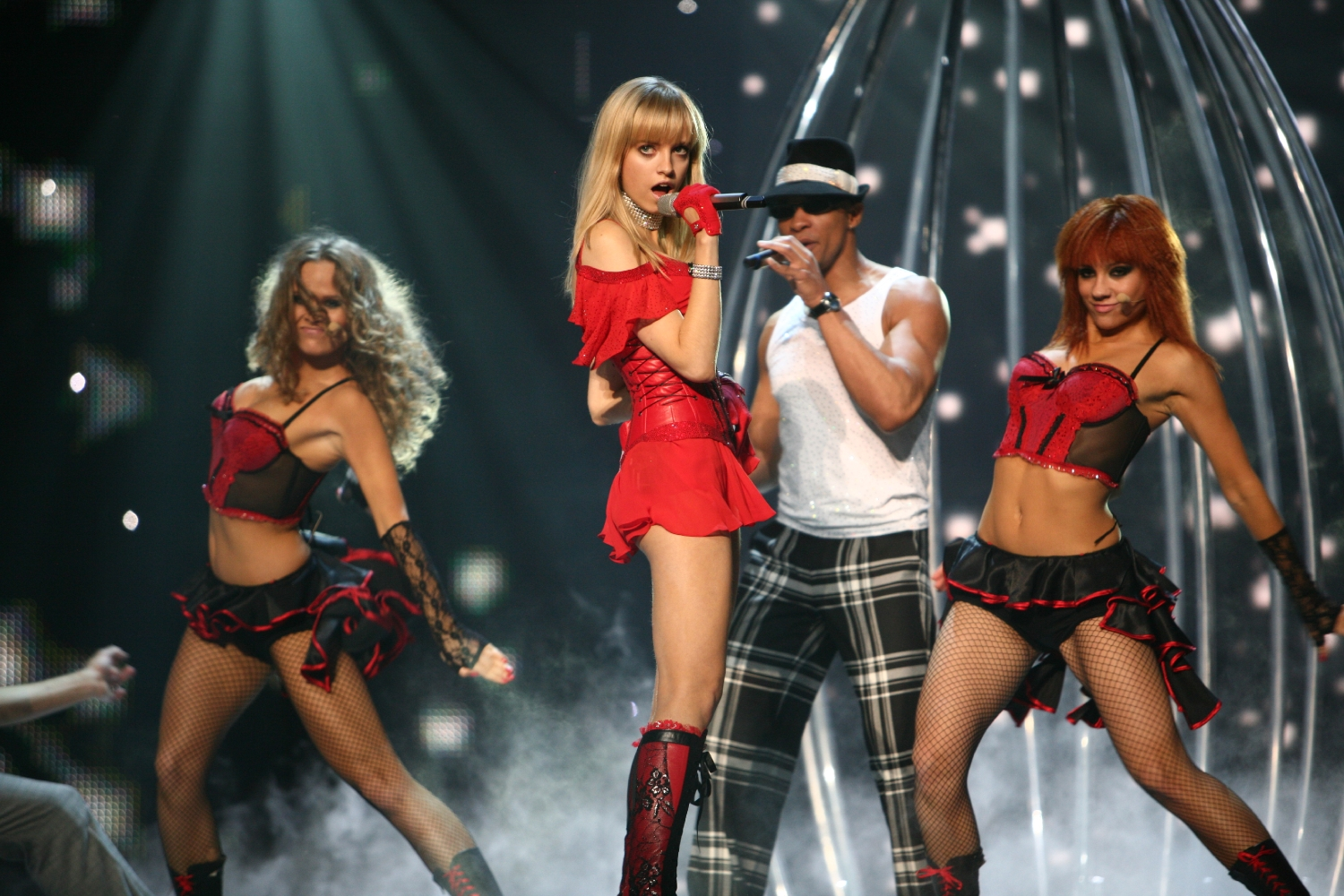
The Jet Set la Helsinki (2007)

| An   | Locație         | Artist                     | Cântec                         | Finală           | Puncte           | Semifinală            | Puncte                |
| ---- | --------------- | -------------------------- | ------------------------------ | ---------------- | ---------------- | --------------------- | --------------------- |
| 1994 | Dublin          | Edyta Górniak              | "To nie ja!"                   | 2                | 166              |                       |                       |
| 1995 | Dublin          | Justyna Steczkowska        | "Sama"                         | 18               | 15               |                       |                       |
| 1996 | Oslo            | Kasia Kowalska             | "Chcę znać swój grzech..."     | 15               | 31               |                       |                       |
| 1997 | Dublin          | Anna Maria Jopek           | "Ale jestem"                   | 11               | 54               |                       |                       |
| 1998 | Birmingham      | Sixteen                    | "To takie proste"              | 17               | 19               |                       |                       |
| 1999 | Ierusalim       | Mietek Szcześniak          | "Przytul mnie mocno"           | 18               | 17               |                       |                       |
| 2001 | Copenhaga       | Andrzej Piaseczny          | "2 Long"                       | 20               | 11               |                       |                       |
| 2003 | Riga            | Ich Troje                  | "Keine Grenzen-Żadnych granic" | 7                | 90               |                       |                       |
| 2004 | Istanbul        | Blue Café                  | "Love Song"                    | 17               | 27               | Top 11 de anul trecut | Top 11 de anul trecut |
| 2005 | Kiev            | Ivan & Delfin              | "Czarna dziewczyna"            | Nu s-a calificat | Nu s-a calificat | 11                    | 81                    |
| 2006 | Atena           | Ich Troje feat. Real McCoy | "Follow My Heart"              | Nu s-a calificat | Nu s-a calificat | 11                    | 70                    |
| 2007 | Helsinki        | The Jet Set                | "Time To Party"                | Nu s-a calificat | Nu s-a calificat | 14                    | 75                    |
| 2008 | Belgrad         | Isis Gee                   | "For Life"                     | 23               | 14               | 10                    | 42                    |
| 2009 | Moscova         | Lidia Kopania              | "I Don't Wanna Leave"          | Nu s-a calificat | Nu s-a calificat | 12                    | 43                    |
| 2010 | Oslo            | Marcin Mroziński           | "Legenda"                      | Nu s-a calificat | Nu s-a calificat | 13                    | 44                    |
| 2011 | Düsseldorf      | Magdalena Tul              | "Jestem"                       | Nu s-a calificat | Nu s-a calificat | 19                    | 18                    |
| 2014 | Copenhaga       | Cleo & Donatan             | "My Slowianie/We Are Slavic"   | 14               | 62               | 8                     | 70                    |
| 2015 | Viena           | Monika Kuszyńska           | "In The Name Of Love"          | 23               | 10               | 8                     | 57                    |
| 2016 | Stockholm       | Michał Szpak               | "Color of Your Life"           | 8                | 229              | 6                     | 151                   |
| 2017 | Kiev            | Kasia Moś                  | "Flashlight"                   | 22               | 64               | 9                     | 119                   |
| 2018 | Lisabona        | Gromee ft Lukas Meijer     | "Light Me Up"                  | Nu s-a calificat | Nu s-a calificat | 14                    | 81                    |
| 2019 | Tel Aviv        | Tulia                      | "Fire of Love (Pali się)”      | Nu s-a calificat | Nu s-a calificat | 11                    | 120                   |
| 2020 | Rotterdam       | Alicja                     | "Empires"                      | Anulat           | Anulat           | Anulat                | Anulat                |
| 2021 | Rotterdam       | Rafał Brzozowski           | "The Ride"                     | Nu s-a calificat | Nu s-a calificat | 14                    | 35                    |
| 2022 | Torino          | Ochman                     | "River"                        | 12               | 151              | 6                     | 198                   |
| 2023 | Liverpool Odesa | Blanka                     | "Solo"                         | 19               | 93               | 3                     | 124                   |
| 2024 | Malmö           | Luna                       | "The Tower"                    | Nu s-a calificat | Nu s-a calificat | 12                    | 35                    |
| 2025 | Basel           | Justyna Steczkowska        | "Gaja"                         | 14               | 156              | 7                     | 85                    |